# Сидър (окръг, Айова)
Окръг Сидър (на английски: Cedar County) е окръг в щата Айова, Съединени американски щати. Площта му е 1507 km², а населението - 18 079 души. Административен център е град Типтън.